# Nephtys incisa
Nephtys incisa är en ringmaskart som beskrevs av Anders Johan Malmgren 1865. Nephtys incisa ingår i släktet Nephtys och familjen Nephtyidae. Arten är reproducerande i Sverige. Utöver nominatformen finns också underarten N. i. bilobata.